# Tamara Düissenowa

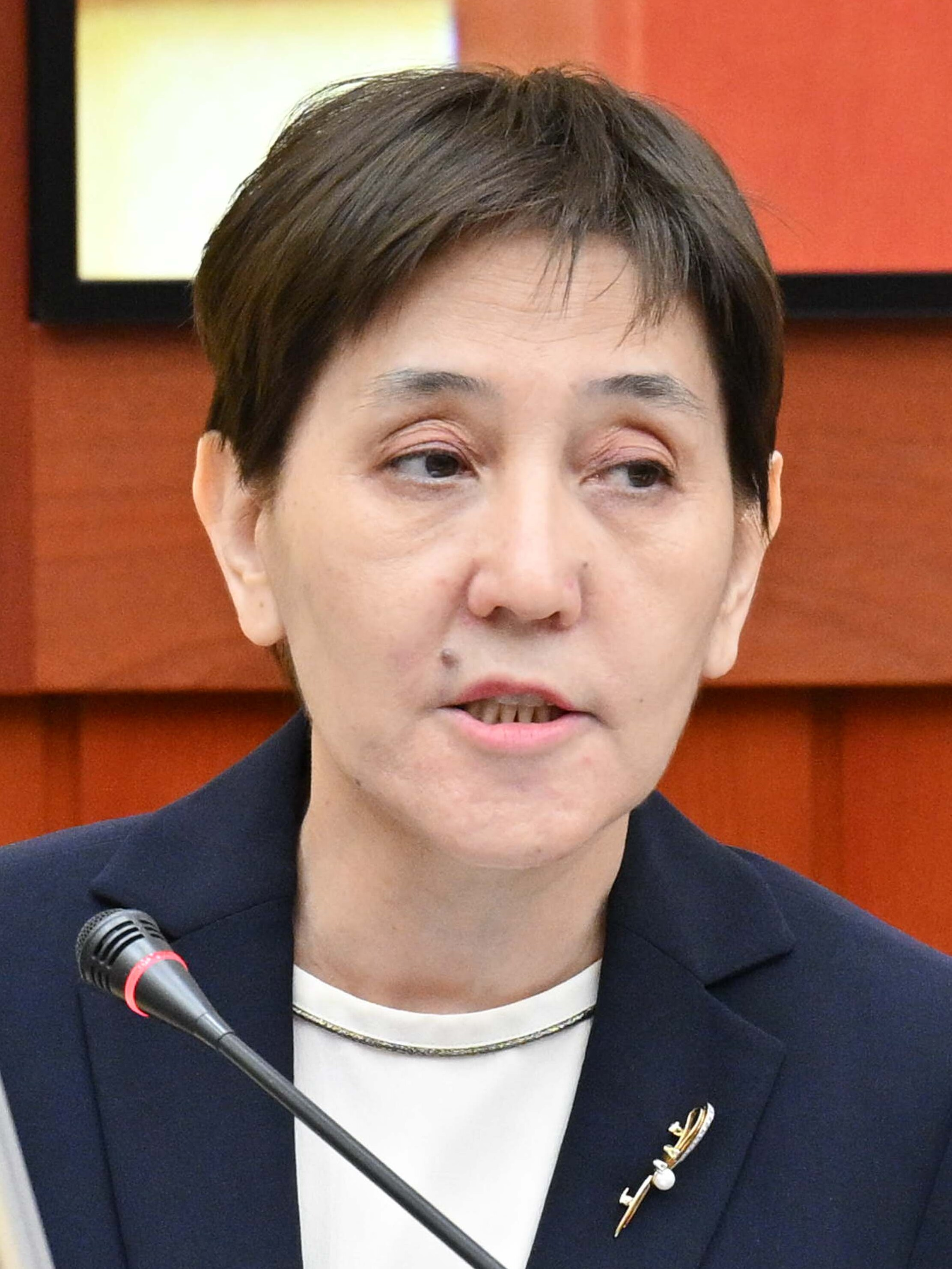
Tamara Düissenowa (2024)

Tamara Bosymbekqysy Düissenowa (kasachisch Тамара Босымбекқызы Дүйсенова Tamara Bosymbekqyzy Düisenova, russisch Тамара Босымбековна Дуйсенова Tamara Bossymbekowna Duissenowa; * 11. Januar 1965) ist eine kasachische Politikerin.

## Leben
Tamara Düissenowa wurde 1965 in Südkasachstan im heutigen Audan Saryaghasch geboren. 1987 machte sie ihren Abschluss in Ingenieur- und Wirtschaftswissenschaften am Institut für Volkswirtschaft in Taschkent. 2004 erlangte sie einen Doktortitel. Ihren Werdegang begann sie 1988 zunächst als Lehrerin in Informatik an einer Schule im Kreis Saryaghasch. Anschließend arbeitete sie von 1988 bis 1992 als Volkswirtschaftlerin am Wirtschaftsforschungsinstitut und für die staatliche Planungskommission der Usbekischen SSR.
Nach der Unabhängigkeit Kasachstans war sie als leitende Ökonomin in der Kreisverwaltung Saryaghasch beschäftigt. Von 1994 bis 1997 war sie zuerst Berater des Äkim (Gouverneurs) des Kreises und schließlich stellvertretender Äkim. Von 1997 bis 1999 war sie die erste stellvertretende Bürgermeisterin der Stadt Schymkent und von 1999 bis 2002 stellvertretender Äkim von Südkasachstan. Im Anschluss daran wurde Düissenowa am 16. September 2002 als stellvertretende Ministerin für Arbeit und Sozialschutz Mitglied der kasachischen Regierung. In den Jahren 2006 bis 2008 war sie erneut stellvertretender Äkim von Südkasachstan.
Von 2008 bis 2013 arbeitete sie im Ministerium für Arbeit und Sozialschutz Kasachstans, und seit Februar 2013 war sie erneut stellvertretende Ministerin für Arbeit und Sozialschutz. Vom 10. Juni 2013 an war sie zunächst kommissarische Ministerin für Arbeit und Sozialschutz, bevor sie am 28. Juni offiziell zur Ministerin ernannt wurde. Nach rund einem Jahr im Amt wurde Düissenowa am 6. August 2014 zur Ministerin für Gesundheit und soziale Entwicklung ernannt. Seit dem 25. Januar 2017 war sie im Kabinett Saghyntajew wieder Ministerin für Arbeit und Sozialschutz. Diesen Posten musste sie im Februar 2018 an Madina Abylqassymowa abgeben. Sie war anschließend Parteisekretärin der Präsidentenpartei Nur Otan.
Am 5. Mai 2020 wurde sie zur Assistentin des kasachischen Präsidenten Qassym-Schomart Toqajew ernannt. Vom 11. April 2022 bis 2. September 2023 war Düissenowa erneut Ministerin für Arbeit und Sozialschutz und ab 8. Juni 2023 zusätzlich stellvertretende Premierministerin. Am 2. September 2023 wurde sie als Arbeitsministerin entlassen, sie blieb aber bis zum 14. Februar 2025 stellvertretende Premierministerin. Seitdem ist sie erneut Assistentin des Präsidenten.